# Липтовске Сљаче
Липтовске Сљаче (слч. Liptovské Sliače) насељено је мјесто са административним статусом сеоске општине (слч. obec) у округу Ружомберок, у Жилинском крају, Словачка Република.

## Становништво
| Година:    | 1994. | 2004.   | 2014.   | 2024.   |
| ---------- | ----- | ------- | ------- | ------- |
| Број људи: | 3808  | 3811    | 3773    | 3804    |
| Разлика:   |       | +0,07 % | -0,99 % | +0,82 % |

| Година:    | 2023. | 2024.   |
| ---------- | ----- | ------- |
| Број људи: | 3798  | 3804    |
| Разлика:   |       | +0,15 % |

Према подацима о броју становника из 2011. године насеље је имало 3.791 становника.